# Walenty Musielak
Walenty Musielak (ur. 7 lutego 1913 w Buczynie, zm. 11 kwietnia 1977) – polski piłkarz, napastnik, olimpijczyk.
Uczestniczył w Igrzyskach Olimpijskich w Berlinie 1936 roku. W turnieju olimpijskim rozegrał półfinałowe spotkanie 11 sierpnia 1936, w przegranym meczu z olimpijską reprezentacją Austrii. Był to jedyny mecz w narodowych barwach piłkarza, mający status spotkania nieoficjalnego.
Reprezentował barwy klubu HCP Poznań.
W czasie II wojny znalazł się w Niemczech, przeżył wojnę, zmarł 11 kwietnia 1977.
Pochowany w Poznaniu na cmentarzu Miłostowo (pole:35, kwatera 5, rząd 7, miejsce 19).